# Washington (contea di Berks)
Washington  è una township degli Stati Uniti d'America, nella contea di Berks nello Stato della Pennsylvania. Secondo il censimento del 2000 la popolazione è di 3.354 abitanti.

## Società

### Evoluzione demografica
La composizione etnica vede una maggioranza di quella bianca (97.88%), seguita da quella degli afroamericani (0,75%) dati del 2000.
| township di Washington Popolazione |       |
| 2000                               | 3.354 |
| Stima al 2009                      | 4.018 |